# Sayligul (inslagkrater)
Sayligul is een inslagkrater op de planeet Venus. Sayligul werd in 1997 genoemd naar Sayligul, een Tadzjiekse meisjesnaam.
De krater heeft een diameter van 4,3 kilometer en bevindt zich in het quadrangle Atalanta Planitia (V-4) tussen Lukelong Dorsa en Sinanevt Dorsa.